# Chambardia trapezia
Chambardia trapezia е вид мида от семейство Iridinidae.

## Разпространение
Видът е разпространен в Кения, Танзания и Уганда.